# Jules Steegmans
Julianus Valentinus Maria (Jules) Steegmans (Roermond, 14 april 1930 – 17 april 2023) was een Nederlands politicus van de KVP en later het CDA.

## Loopbaan
Na de Sociale Academie in Eindhoven heeft hij Forensische psychologie gestudeerd aan de KU Leuven. Van 1962 tot 1967 was hij directeur van het Kontakt der Kontinenten en daarna was hij directeur van het Rijksobservatiehuis in Zeist. In 1972 werd Steegmans burgemeester van Grubbenvorst en in 1980 volgde zijn benoeming tot burgemeester van Bunnik. Nadat de Loosdrechtse burgemeester Van Langeveld-Berkel in mei 1984 overleed was Steegmans tevens nog ongeveer een half jaar waarnemend burgemeester van die gemeente. In 1986 werd hij burgemeester van Wijchen wat hij tot zijn vervroegde pensionering in 1990 zou blijven.
Jules Steegmans overleed in 2023 op 93-jarige leeftijd.